# Strangers in the Night
«Strangers in the Night» (Extraños en la noche) es una canción de 1966 compuesta por el croata Ivo Robic y después adaptada por Bert Kaempfert con letra de Charles Singleton y Eddie Snyder, que fue popularizada por Frank Sinatra.

## Historia
Kaempfert originalmente lo usó bajo el título "Beddy Bye" como parte de la partitura instrumental de la película A Man Could Get Killed. Inicialmente se le ofreció a la cantante a Melina Mercouri, quien pensó que la voz de un hombre sería más acorde con la melodía y, por lo tanto, se negó a cantarla.
Tras el rechazo de Mercouri, el tema le fue ofrecido a Frank Sinatra bajo el título de "Broken Guitar". A este no le gustó la letra, que fue reescrita y retitulada como "Strangers in the Night". La canción fue finalmente grabada por Sinatra el 11 de abril de 1966, un mes antes que el resto del álbum. La grabación contó con la colaboración de importantes músicos de sesión del grupo The Wrecking Crew, como el batería Hal Blaine y el guitarrista Glen Campbell. El memorable "doo-be-doo-be-doo" que Sinatra tratarea hacia el final de la canción fue una improvisación del propio artista.
El sencillo alcanzó el número 1 de la lista Billboard Hot 100 y dio título al álbum homónimo de Sinatra de 1966, que se convirtió en su álbum más exitoso comercialmente. La canción también alcanzó el número 1 en la lista de sencillos del Reino Unido y en la lista de los 40 Principales de España. Sinatra recibió los Premios Grammy a la mejor interpretación vocal masculina y al mejor álbum del año durante la edición de 1967. Así mismo, Ernie Freeman ganó el Grammy por los mejores arreglos musicales por esta grabación.

## Otros intérpretes
Tras el éxito de Sinatra muchos otros artistas la interpretaron, entre ellos destacan Estela Raval (Primera versión castellana junto a Los Cinco Latinos), Richard Clayderman, Peggy Lee, Fausto Papetti, Petula Clark, Bobby Solo, Ray Conniff, Diana Ross, Matt Monro, Bette Midler, Luis Aguilé, José Guardiola, The Supremes, Mina Mazzini, Shirley Bassey, James Brown, Vikki Carr, Dalida, Connie Francis, Cake, Sandro, Marco Antonio Muñiz, José Feliciano o Julio Iglesias.